# Microvenator
Microvenator is een geslacht van uitgestorven theropode dinosauriërs uit de Oviraptoroidea. Fossielen van Microvenator zijn bekend van Noord-Amerikaanse lagen van het Vroeg-Krijt. Er is slechts een soort bekend, die Microvenator celer is genoemd. Microvenator moet niet verward worden met Microraptor, een andere kleine theropode, die een verre verwant van de Oviraptoroidea was.

## Naamgeving en vondst
Het fossiel van Microvenator werd in 1933 in Wheatland County in Montana gevonden door Barnum Brown, in lagen van de Cloverlyformatie, die stammen uit het Albien. Brown schreef ook per abuis vijfentwintig tanden van Deinonychus aan de vondst toe. Omdat die erg groot waren voor het dier, duidde hij het informeel aan met "Megadontosaurus ferox", 'woeste groottandsauriër'. Brown had een artikel over het dier voorbereid, voorzien van illustraties, waaruit blijkt dat hij dacht dat de tanden duidden op een onevenredig grote schedel, ongeveer zo lang als de hele romp. Hij zou dit echter nooit publiceren. Pas in 1970 benoemde John Ostrom officieel de typesoort Microvenator celer, nadat hij de tanden als die van Deinonychus herkend had. De geslachtsnaam betekent 'kleine jager', afgeleid van het Klassiek Griekse μικρός, mikros, 'klein' en het Latijnse venator, 'jager'. De soortaanduiding betekent 'snel' in het Latijn.
Het holotype, met inventarisnummer AMNH 3041, bestaat uit een gedeeltelijk skelet van een jong dier. Bewaard zijn gebleven: twee fragmenten van de schedel en onderkaken, drieëntwintig stukken wervel (vijf halswervels, acht ruggenwervels, één sacrale wervel en negen staartwervels), vier ribben, het linkerravenbeksbeen, het linkeropperarmbeen, de linkerellepijp, het linkerspaakbeen, vier handbeenderen, stukken van beide darmbeenderen, beide schaambeenderen, beide dijbeenderen, beide scheenbeenderen, een stuk linkerkuitbeen, een linkersprongbeen en twee voetbeenderen. Daarnaast zijn nog wat niet te determineren botfragmenten gevonden. Door de jonge leeftijd waren de botten onvolkomen verbeend en zijn hierdoor slechts gedeeltelijk gefossiliseerd; van de wervels zijn bijvoorbeeld soms alleen de wervelcentra over. Ostrom wees ook een tand gevonden in Wyoming, YPM 5366, aan de soort toe; tegenwoordig wordt echter aangenomen dat er geen verband is. In 2013 werd nog één enkele halswervel toegewezen.

## Uiterlijke kenmerken

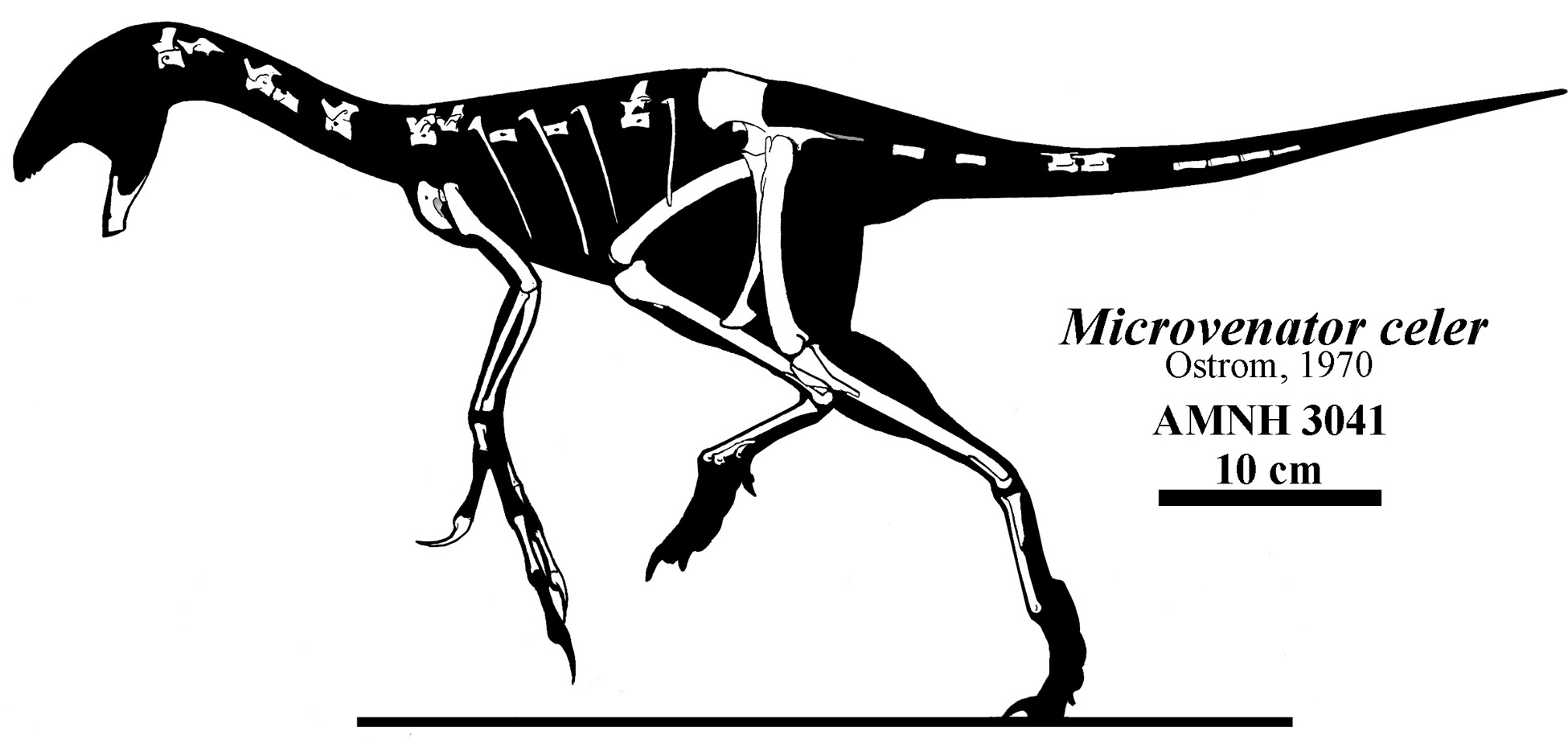
Een diagram van het skelet door Jaime Headden

Microvenator zag er vermoedelijk uit als een kleinere versie van de verwante Oviraptor. Vaak wordt gesteld dat Microvenator geen, of althans geen grote, schedelkam had. In feite echter is de bovenkant van de schedel niet bewaard, zodat daarover geen gegevens beschikbaar zijn. Als hij verder leek op zijn verwanten, had hij een snavelachtige bek en veren. Het kan zijn dat Microvenator warmbloedig was, maar dit is niet met zekerheid vastgesteld. Het holotype van Microvenator was ongeveer één meter lang en erg slank. De rughoogte was nog geen halve meter. Gregory S. Paul schatte in 1988 het gewicht op drie kilogram. Het gaat echter, anders dan Ostrom nog meende, naar huidige inzichten om een jong dier dat volwassen een lengte van een meter of drie bereikt kan hebben. De achterpoten waren relatief lang. Het dijbeen van het fossiel heeft een lengte van 124 millimeter, het scheenbeen van 157 millimeter. Dat het onderbeen langer was dan het bovenbeen, wijst erop dat met de lange achterpoten hard gelopen of gerend kon worden.
In 1998 publiceerden Peter Makovicky en Hans-Dieter Sues een nieuwe anatomische studie van Microvenator. Hierin wisten ze vier kenmerken vast te stellen waarin Microvenator zich van de directe verwanten onderscheidde, autapomorfieën of unieke afgeleide eigenschappen. De wervellichamen van de ruggenwervels zijn breder dan hoog. De wervellichamen van de staartwervels zijn breder dan hoog. Het dijbeen heeft aan de voorste bovenkant, op de voorkant van de trochanter minor, een extra verticale kam. Op de bovenste binnenkant van het schaambeen bevindt zich een diepe ovale uitholling.
Van de kop van Microvenator is weinig bekend. Ostrom meende een traanbeen en een verhemeltebeen geïdentificeerd te hebben maar Makovicky & Sues interpreteerden dit later als respectievelijk een stuk van het jukbeen en een gedeelte van de onderkaak.
De halswervels zijn matig verlengd, platycoel — met vlakke voor- en achterkanten van de wervellichamen — en hebben erg lage doornuitsteeksels maar lange achterste gewrichtsuitsteeksels. Van boven bezien staan de gewrichtsuitsteeksels in de voor Oviraptorosauria typische X-vorm. De draaier heeft een pneumatische opening en ook op de andere wervels is een begin van uitholling zichtbaar van wat bij het volwassen dier vermoedelijk zou veranderen in echte pleurocoelen, toegangen naar het holle binnenste voor de luchtzak van de nekbasis. De verschillende richels op de zijkanten zijn al goed ontwikkeld.
Anders dan Ostrom dacht, kunnen enkele voorste ruggenwervels geïdentificeerd worden aan de hand van een kiel en uitsteeksel aan de onderzijde. De achterste ruggenwervels zijn opvallend breed, een derde wijder dan hoog terwijl ze bij alle andere bekende theropoden hoger dan breed zijn. Deze wervels zijn duidelijk gepneumatiseerd. Ze zijn matig verlengd en hebben matig lange doornuitsteeksels die vrij achterwaarts geplaatst zijn en de achterliggende wervel overhangen. De zijuitsteeksels zijn maar iets naar achteren gericht. Ook de staartwervels zijn breder dan hoog en worden naar achteren in de reeks toe relatief breder. Een andere afwijkende eigenschap is dat hun voorste gewrichtsuitsteeksels in de middenstaart niet verlengen, zodat er kennelijk geen verstijving optrad wat van geen enkele andere theropode bekend is. De zijuitsteeksels staan in de staartbasis schuin naar achteren. Verschillende wervels zijn onderop uitgehold.
De vier ribben betreffen vermoedelijk twee nekribben en twee ribben van de borstkas; deze laatste zijn zo zwaar gerestaureerd met stopverf dat hun oorspronkelijk vorm, en daarmee die van de borstkas als geheel, niet meer is vast te stellen.
Van de schoudergordel is alleen het linkerravenbeksbeen bewaard gebleven. Het is halfcirkelvormig, iets langer dan hoog. Het hoofdblad toont een relatief grote bult als aanhechting voor de musculus biceps brachii of, volgens sommige onderzoekers, de musculus coracobrachialis. Schuin voor en onder deze bult doorboort een groot foramen het blad. Het opperarmbeen is licht golvend met een robuuste kop. De crista deltopectoralis is goed ontwikkeld en loopt over een derde van de lengte naar beneden over de schacht. De buitenste onderste gewrichtsknobbel is groter dan de binnenste en ervan gescheiden door een brede kloof. Deze knobbel wordt ondersteund door een opvallende beenstijl, terwijl de overeenkomende stijl van de binnenste knobbel gereduceerd is. Het linkerspaakbeen is aan beide uiteinden iets verbreed. De ellepijp is iets naar achteren gebogen en draagt bovenop een krachtige processus olecrani. Onderaan is er maar een ondiep driehoekig facet waar de onderzijde van het spaakbeen in past en volgens Makovicky & Sues duidde dit erop dat een zekere mate van pronatie mogelijk was, een naar beneden roteren van de handpalm. Voor de meeste theropoden wordt aangenomen dat zo'n functie ontbrak. Het eerste middenhandsbeen heeft een driehoekige doorsnede en een eveneens driehoekig bovenste gewrichtsvlak. Onderaan is er een scharniergewricht. Het bewaarde vingerkootje is slank en kan het eerste van de eerste vinger betreffen. Van de twee gevonden handklauwen is er één een vijfde langer; dit is vermoedelijk de eerste klauw, wat zou betekenen dat de hele eerste digitus bewaard is gebleven. De andere klauw is de tweede of derde. De klauwen hebben maar zwakke aanhechtingspunten voor de pezen. Ze hebben een eivormige doorsnede met de punt naar onderen gericht.
Van het darmbeen heeft het voorblad een driehoekige afhangende punt. Het aanhangsel voor het schaambeen heeft aan de binnenkant een opstaande horizontale rand die diende als aanhechting voor de musculus cuppedicus, een spier die het dijbeen heft. Het vlak van de interne, van de wervelkolom afgerichte, binnenste achterzijde van het darmbeen als aanhechting voor de musculus caudofemoralis brevis, een spier naar de voorste staartbasis, is nauw en schuin naar beneden gericht. Het schaambeen is naar voren gericht in een lichte voorwaartse bolling. De schacht heeft aan de bovenste binnenkant een diepe groeve. De 'schort' tussen beide schaambeenderen is kort en beslaat slechts de helft van hun onderste lengte.
Het bol naar voren gebogen dijbeen heeft een kop die duidelijk afgescheiden is van de schacht; tussen de voornaamste opgaande beenstijl van de schacht, de trochanter major, en de kop ligt een zadelvormige uitholling. Het hoogste punt van het dijbeen wordt gevormd door de daar voor liggende vingervormige trochanter minor, van de trochanter major gescheiden door een diepe kloof. Aan zijn voorste basis heeft de trochanter minor weer een kleiner en leger uitsteeksel, een accessoire trochanter, dat diende als aanhechting voor de musculus iliotrochantericus anterior die naar het darmbeen liep. De achterkant van het dijbeen mist de vierde trochanter als aanhechting voor de musculus caudofemoralis longus maar op een vierde van de lengte van de bovenkant verwijderd is er wel een verruwing die vermoedelijk dezelfde functie had. De onderste gewrichtsknobbels zijn gescheiden door een brede fossa poplitea. Het scheenbeen is langer dan het dijbeen en heeft een schacht met een ovale doorsnede. Het kuitbeen wordt naar onderen toe snel smaller; Ostrom dacht dat de afgebroken put niet helemaal tot aan de enkel reikte. Het sprongbeen heeft een hoge en smalle opgaande tak die het onderste kwart van de voorste scheenbeenschacht overgroeide. Deze tak is van de gewrichtsknobbels gescheiden door een brede ondiepe uitholling. De twee voetbeenderen werden door Ostrom voor elementen van de hand aangezien; volgens Makovicky & Sues echter gaat het om een eerste linkermiddenvoetsbeen en een klauw van de eerste teen, wellicht ook van de linkervoet.

## Levenswijze
Waar Microvenator van leefde is niet duidelijk, het was waarschijnlijk een omnivoor. Vroeger werd wel gedacht dat met de bek konden eieren gekraakt werden maar dat is geen gangbare hypothese meer. Er konden ook planten en/of zaadjes mee gegeten worden. Ook kon het zijn dat Microvenator een aaseter was en leefde van de restjes die grotere theropoden als Deinonychus hadden laten liggen. Een andere mogelijkheid is dat Microvenator op kleine dieren als hagedissen, insecten en kleine zoogdiertjes. De mogelijkheid dat Microvenator een actieve jager op grote prooien was is zo goed als uitgesloten. De snavelachtige bek was hiervoor niet geschikt. Van de verwante Oviraptor en Citipati is het nestelgedrag bekend. Zij legden de eieren zorgvuldig in een kring neer, verdedigden ze en het is mogelijk dat ze die zelfs uitbroedden. Men denkt dat het goed mogelijk is dat Microvenator dit ook heeft gedaan.

## Classificatie
Doordat het fossiel een jong betreft, is de verwantschap moeilijk vaststelbaar: jonge dieren plegen eigenschappen te tonen die oorspronkelijk zijn voor de ruimere groepen waartoe de soort behoort; de specialisaties die aangeven aan welke nauwere groep men verwant is, openbaren zich pas op latere leeftijd. Deze moeilijkheden worden verergerd doordat we maar een gedeelte van het skelet kennen en juist van de schedel, die veel informatie kan opleveren, weinig stukken teruggevonden zijn.
Ostrom wees in 1970 de soort nog toe aan de Coeluridae. In 1984 concludeerde Dale Russell wegens de lage doornuitsteeksels op de halswervels en de algemene bouw van de voet tot een plaatsing in de Oviraptoridae. Paul verfijnde dat in 1988 verder tot een Caenagnathinae. Deze eerste meningen waren niet gebaseerd op een exacte berekening van de verwantschap.
In 1997 publiceerden Peter Mackovicky en Hans-Dieter Sues de resultaten van een exacte cladistische analyse van de verwantschappen. Door de bovengenoemde moeilijkheden lukte het hun echter niet tot een eenduidige conclusie te komen. Microvenator was hoogstwaarschijnlijk een lid van de Oviraptoridae, maar het is ook mogelijk dat het een caenagnathide was. Tot welke groep de soort ook behoorde, het zou van beide de vroegst bekende soort zijn. Het kan ook zijn dat de soort zich eerder dan beide groepen van de stamboom heeft afgesplitst.
Microvenator leefde eerder dan de bekende leden van de Caenagnathidae maar de positie is waarschijnlijk minder basaal in de Oviraptorosauria. Als Nomingia en Shixinggia leden van de Oviraptoridae of Caenagnathidae waren, was Microvenator waarschijnlijk daaraan nauwer verwant.

## "Microvenator"chagyabiof "Microvenator"chagyaensis
In Chinese publicaties sinds 1983 wordt een in China gevonden soort genoemd, eerst Microvenator chagyabi en daarna Microvenator chagyaensis geheten, die benoemd zou zijn in een dissertatie van Zhao Xijin. Aangezien die nooit gepubliceerd is, blijft dit een onbeschreven nomen nudum. De redenen voor de toeschrijving aan het geslacht Microraptor zijn onduidelijk. Een enkel specimen zou gevonden zijn in de Luraformatie van Tibet. De soortaanduiding verwijst naar het arrondissement Zhag'yab.

## Ecologie
Microvenator leefde in het Vroeg-Krijt in Montana samen met andere theropoden als Deinonychus, Utahraptor en Acrocanthosaurus; sauropoden als Astrodon, Paluxisaurus en Sauroposeidon; ornithopoden als Tenontosaurus en Zephyrosaurus; ankylosauriërs als Gastonia en Cedarpelta en nodosauriërs als Pawpawsaurus, Texasetes, Sauropelta en Silvisaurus. Omdat het dieet van Microraptor onduidelijk is, kan ook moeilijk vastgesteld worden welke dieren met hem om voedsel concurreerden. Volgens Paul liep Microraptor steeds het gevaar zelf het maal van Deinonychus te worden.